# Xã Douglas, Quận Mitchell, Iowa
Xã Douglas (tiếng Anh: Douglas Township) là một xã thuộc quận Mitchell, tiểu bang Iowa, Hoa Kỳ. Năm 2010, dân số của xã này là 295 người.